# Vesuvius (windmolen)
De Vesuvius is een poldermolen ten oosten van de buurtschap Tronde, die behoort tot het Fries-Stellingwerfse dorp Elsloo in de Nederlandse gemeente Ooststellingwerf.

## Beschrijving
De Vesuvius, een paaltjasker, werd rond 1900 gebouwd en in 1978 gerestaureerd door de Vesuviusclub. In datzelfde jaar kreeg de Stichting De Fryske Mole de molen in eigendom. De Vesuvius wordt sinds 1987 gebruikt voor het in circuit rondmalen van water in het natuurgebied De Stobbepoel. 's Winters wordt, zoals vroeger met de meeste tjaskers gebruikelijk was, de molen gedeeltelijk afgebroken en opgeslagen.